# Dahrendorfhäuschen

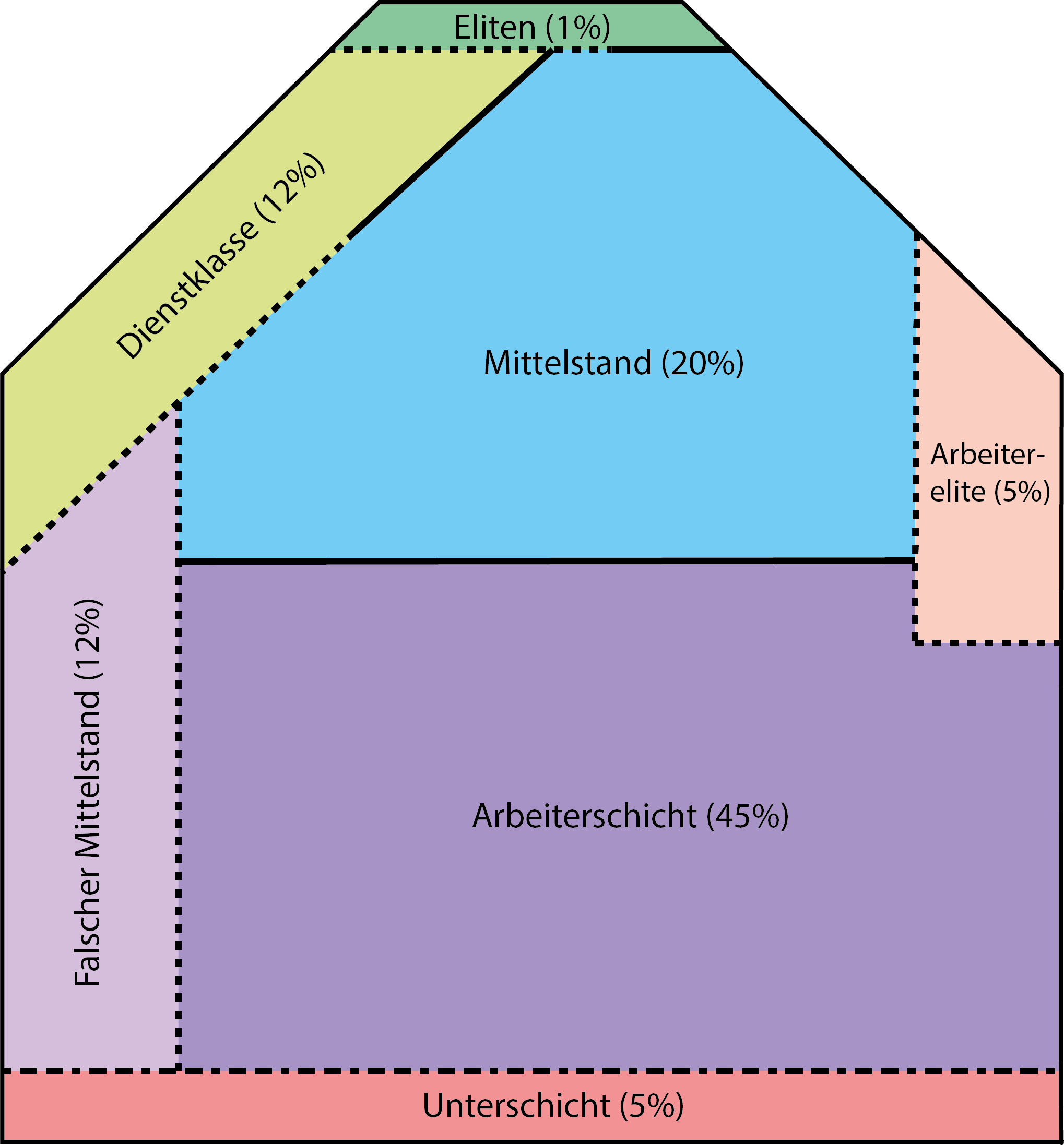
Dahrendorfhäuschen

Dahrendorfhäuschen bezeichnet ein soziales Schichtenmodell der Bevölkerung der damaligen Bundesrepublik Deutschland, das der deutsch-britische Soziologe Ralf Dahrendorf 1965 in seinem Buch Gesellschaft und Demokratie in Deutschland vorstellte. Dahrendorfs Gliederung gründet auf Sozialmentalitäten und der Funktion im Wirtschaftssystem und ist daher keine rein vertikale Anordnung wie frühere Schichtmodelle; die abgrenzenden „Hauswände“ sind durchlässig und veränderbar.
Das Dahrendorfhäuschen teilte die westdeutsche Bevölkerung in sieben Schichten ein, an deren Spitze die Elite steht (1 %). Darunter wohnen nebeneinander die beiden bürokratischen Helfer der Eliten: die Dienstklasse (12 %) und der Mittelstand (20 %). Darunter befinden sich der hauptsächlich im Dienstleistungssektor tätige Falsche Mittelstand (12 %), die vor allem aus Vorarbeitern und Meistern bestehende Arbeiterelite (5 %), die Arbeiterschicht (45 %) und die Unterschicht (5 %).
In der Soziologie wird die aktuellere Weiterentwicklung des Dahrendorfhäuschens von Rainer Geißler aus dem Jahr 2009 verwendet, die das bestehende Modell um Ausländer ergänzt. Außerdem werden Arbeiterschicht und Mittelstand genauer differenziert.